# Поликлет
Поликле́т (Поликлет Ста́рший, Поликлет из Аргоса, Поликлет из Сикиона, греч. Πολύκλειτος) — древнегреческий скульптор и теоретик искусства, работавший в Аргосе во 2-й половине V века до н. э. Наиболее известные его статуи — «Дорифор» (копьеносец) и «Диадумен» (юноша, повязывающий победную повязку), как и другие его произведения, были выполнены в бронзе, и до нашего времени дошли только в мраморных весьма приблизительных повторениях, различающихся в деталях. Его статуя, которую называют «Канон» (Κανών), скорее всего утрачена или никогда не существовала, а под этим названием чаще подразумевают теоретический трактат, также не сохранившийся, но гипотетически воссоздаваемый по косвенным источникам.

## Биография и род
Биографических сведений о Поликлете имеется мало. Плиний Старший (XXXIV, 49) относит высший расцвет его творчества (акме) к 90-й олимпиаде (420—417 гг. до н. э.). Время его активности определяют по-разному (например, около 450—410 или около 435—404 гг. до н. э.), но обычно называют период 460—420 гг. до н. э.
Примерные даты жизни Поликлета пытаются вычислить по диалогу Платона «Протагор» (328c), действие которого происходит около 432 года до н. э. Протагор говорит Сократу, что у хороших отцов могут быть негодные сыновья, и наоборот, и приводит пример: «вот и сыновья Поликлета, сверстники вот этого Парала и Ксантиппа, ничто по сравнению с отцом…». Ксантипп и Парал — два старших сына Перикла, родившиеся между 460 и 450 гг. до н. э. и умершие в 429 году до н. э. во время мора. Известно, что старший Ксантипп был женат. Следовательно, во время диалога сыновья Перикла были в возрасте 30-20 лет, как и сыновья Поликлета, поэтому можно предположить, что Поликлет Старший родился около 480 года до н. э. и начал работать около 460 года до н. э.
В сохранившихся сигнатурах скульптора имя отца и место происхождения не встречаются. Один Плиний указывает, что он был сикионцем (уроженцем Сикиона), прочие называют его родиной Аргос. Найденная база утраченной статуи Пифокла его работы, видимо, подтверждает аргосское происхождение, так как на ней сохранилась надпись: «Пифокл элеец. [Поли]клет сделал аргосец». Более поздний скульптор Дедал, считающийся его родичем, был сикионцем. По-видимому, какая-то связь с Сикионом у Поликлета была, некоторые предполагают, что Поликлет был уроженцем Сикиона, но переселился в Аргос.
Дедал из Сикиона (первая половина IV в. до н. э.) был учеником и сыном Патрокла (сохранилась надпись «Сделал Дедал, сын Патрокла, сикионец»). Скульптор школы Навкид с Аргоса, также создававший статуи богов и спортсменов, был братом или племянником Поликлета, но скульпторов Навкидов было, судя по всему, два — Старший и Младший: Навкид в одной найденной сигнатуре называет себя «сыном Патрокла», в другой «сыном Мотона» — если Поликлет Старший был братом одного из этих Навкидов, то его отец — либо Патрокл, либо Мотон.
Попытка реконструкции генеалогического древа:

1. Мотон
  1. Поликлет Старший
  2. Навкид Старший
    1. Патрокл
      1. Навкид Младший
      2. Дедал
      3. Поликлет Младший (архитектор)

Его возможный родственник Поликлет Младший стал архитектором (работы: середина или 2-я пол. IV в. до н. э.). Упоминается и другой Поликлет Младший, ставший скульптором — родственник, возможно, племянник своего великого тёзки (либо же одна персона с архитектором); Павсаний причём говорит о нём, что он ученик Навкида (VI, 6, 2). В письменных источниках работы Поликлета Старшего и скульптора Поликлета Младшего иногда нет возможности разделить, хотя обычно ориентируются на то, что Младший работал в мраморе, а Старший в бронзе и пытаются ориентироваться на разные десятилетия (см. ниже подробней). Скульптуры 1-й пол. IV века до н. э. очевидно принадлежат уже всё-таки Младшему.
Называют и третьего скульптора Поликлета, который известен по сигнатуре из Камира (Родос) середины III века до н. э. и статуи из Фив. Таким образом, в художественной династии, к которой принадлежал Поликлет Старший, фигурируют следующие имена — Поликлет, Навкид, Патрокл, Дедал. Некоторые считают, что Поликлет был один (так думал, например, Плиний и, по-видимому, все другие источники, кроме Павсания), и Навкид тоже был один.

## Творчество
Учителем его был Агелад (Гагелад) — по свидетельству одного Плиния Старшего, а современные учёные считают, что Поликлет по датам не мог быть его учеником.
Хронология его творчества восстанавливается по письменным источникам, сохранившимся надписям (сигнатурам — подписям на базах утраченных подлинников), а также благодаря поздним репликам, которые приходится датировать по стилевым признакам.
Поликлет любил изображать атлетов в состоянии покоя, специализировался на изображении идеальных фигур победителей в олимпийских состязаниях, героев и богов.
Как пишет Плиний Старший, Поликлет первым додумался придавать фигурам такую постановку, чтобы они опирались на нижнюю часть лишь одной ноги: «Особенность его в том, что он начал создавать статуи опирающимися на одну ногу».
Он умел показывать тело в состоянии равновесия — человеческая фигура в покое или медленном шаге кажется естественной благодаря тому, что горизонтальные оси не параллельны. Мастеров его эпохи занимала проблема внутренней архитектуры человеческого тела, и Поликлет решил эту задачу, открыв контрапост.
Плиний сообщает, что Поликлет использовал делосскую бронзу, а Мирон — эгинскую, хотя они были учениками одного и того же мастера, а об его умении обращаться с металлом он пишет: «Считают, что он довёл это искусство до вершины и что торевтику Фидий открыл, а он довёл до совершенства».

### «Канон» Поликлета
Теоретическое сочинение «Канон» (Κανών), которое, согласно античным авторам, было написано скульптором Поликлетом из Аргоса, считается утраченным. Более того, в античных литературных текстах трактат Поликлета не упоминается под таким названием. Тем не менее, считается, что в подобном сочинении Поликлет сформулировал канон идеальных пропорций мужской фигуры и изложил собственное понимание гармонии и принципов симметрии. По утверждению римлянина Витрувия под словом «симметрия» древние греки понимали «простую соразмерность», или метрическую норму, в отличие от евритмии (др.-греч. ευρυθµια — стройность, устойчивость, слаженность). Витрувий при написании собственного трактата «Десять книг об архитектуре» (13 г. до н. э.) заменил греческое слово «symmetria» (соразмерность) латинским (лат.  pro-portio  — «со-отношение». Известно также, что в IV в. до н. э. теорию пропорций разрабатывали многие скульпторы, в том числе Эвфранор (Евфранор) из Истма (Витрувий, Кн. 7, Вступление, 14; Плиний XXXIV, 77; XXXV, 128).
Врач Гален сообщает об этом трактате: «Хрисипп считает, что красота состоит в соразмерности не элементов, а частей, то есть одного пальца с другим, всех их — с пястью и запястьем, их — с предплечьем, предплечья — с плечом, и всех — со всем, как именно написано в Каноне Поликлета. Сообщив нам в этом сочинении все соразмерности тела, Поликлет делом подтвердил это соотношение, создав статую по этому правилу и назвав, как известно, и саму эту статую, как и сочинение, Каноном».
Зримым воплощением этого канона называли некую созданную им статую. Согласно общепринятому мнению, основанному на толковании классических авторов, имелось в виду самое знаменитое произведение Поликлета — «Дорифор», который иногда называли «Канон Поликлета», предполагая, что Поликлет исполнил статую для того, чтобы другие пользовались ею как образцом. Так, великий скульптор Лисипп утверждал, что его учителем был «Дорифор» Поликлета.
«Поликлет (…) создал и то произведение, которое художники называют Каноном, усваивая из него основы искусства, словно из какого-то правила, и считают, что лишь он один в произведении искусства воплотил само искусство» (Плиний Старший, XIX.55).
Таким образом, единственным зримым свидетельством существования «канона Поликлета» является созданная им статуя. Древнеримский писатель Плиний Старший сообщает, что «Поликлет из Сикиона, ученик Гагелада, создал Диадумена изнеженным юношей… и Дорифора мужественным мальчиком. Он создал и то произведение, которое художники называют Каноном, усваивая из него основы искусства, словно из какого-то правила, и считают, что лишь он один в произведении искусства воплотил само искусство». При этом неясно: «Дорифор» и «Канон» это одно и тоже или это разные произведения, а также в каком смысле употреблено слово «канон»: как общее правило искусства или как конкретное теоретическое сочинение.
Плиний назвал статуи Поликлета «выглядящими квадратными» (лат. signa quadrata, в ином переводе «широких пропорций»). Считают, что так Плиний перевёл греческое слово (τετραγωνος), указывая на то, что греки все архаические куросы именовали «тетрагональными» (четырёхугольными). При этом Плиний ссылался на энциклопедиста Марка Теренция Варрона и предполагал, что этим словом также обозначали идеальные пропорции в представлении скульпторов аргосской школы. Фигуры подобных статуй действительно выглядят широкоплечими. Но об этих пропорциях мы можем судить только по римским репликам знаменитой скульптуры или по приблизительным копиям мастеров неоаттической школы. Позднее пропорции мужских фигур, к примеру в произведениях Праксителя или Лисиппа, значительно изменились, они стали более утончёнными, что свойственно поздней, эллинистической эпохе античного искусства.
Существует и альтернативная версия. «Квадратным» (или «квадратурой») греки называли гармоничное соотношение четырёх частей конечностей фигуры человека в движении: рука опущенная вниз — рука, поднятая вверх; нога, согнутая в колене — нога выпрямленная. Таким образом, вероятно, устанавливалась связь мер длины и характера движения. Возможно, речь идёт о классическом хиазме. Поэтому предполагают, что канон Поликлета и его «квадратные фигуры» относятся не к симметрии, а именно к эвритмии, то есть связывают пропорции с пластическим движением фигуры, в данном случае, возникающем от контрапоста — приёма постановки статуи с переносом тяжести тела на одну ногу.
Основой пропорционального канона Поликлета, воплощённого в статуе Дорифора, является отношение размера головы к росту всей фигуры (1:8). Все основные анатомические точки определены последовательным делением роста фигуры на две, четыре и восемь частей. Однако отдельные членения тела в движении, согласно толкованию Платона, определяются классической античной задачей: построением большого квадрата на диагонали малого квадрата (ещё одна версия интерпретации термина «квадратные фигуры»). Сторона малого квадрата является мерой верхней части фигуры (голова, шея и торс до подвздошной кости таза), а диагональ большого квадрата определяет размер нижней части (тазовый пояс и ноги). Таким образом, отношения этих частей представляют собой иррациональное число. В результате устанавливается связь кратных отношений (2: 4: 8) и иррационального ряда чисел, связанных с пластикой фигуры. Кратные отношения определяются «симметрией» (в античном понимании), а иррациональные — эвритмией.
Такая задача, впервые сформулированная пифагорейцами, в последующие века послужила основой для подробных вычислений пропорций по правилу «золотого сечения». Спустя столетия законченный вид этой теории придал выдающийся французский архитектор и теоретик XX века Ле Корбюзье в собственном трактате «Модулор». Архитектор-модернист, исходя из античной идеи парных мер, предложил использовать две шкалы гармонично возрастающих иррациональных величин в пропорции «золотого сечения».

### Слава
Поликлет, Фидий и Мирон составляют тройку главных скульпторов классического периода греческой скульптуры.
Поликлет пользовался чрезвычайной славой в античности, например, в кругу Сократа высшими художниками считались: в скульптуре — Поликлет, в живописи — Зевксид, а Платон, желая похвалить мастерство врача Гиппократа, сравнивает его с Поликлетом и Фидием. Цицерон, говоря об идеальном, пишет, что изображение Зевса Олимпийского Фидия или статуя Дорифора Поликлета всё-таки не отпугивает остальных от занятия скульптурой («Оратор», 5). Аристостель называет Фидия и Поликлета безупречно точными в своём искусстве.
Тем не менее, его ставили на второе место за Фидием: например, Страбон пишет «…[хрисоэлефантинные] статуи работы Поликлета, в смысле искусства выполнения прекраснейшие из всех на свете, но по ценности и величине уступающие Фидиевым». Античные историки считали, что он всех превосходил тщательностью отделки и красотой своих работ; но им не хватало величия: «придав человеческому телу особую красоту, он недостаточно выражал традиционное представление о природе богов». Варрон говорил, что «они квадратны и почти по одному образцу» (видимо, «квадратный» — был особый термин в искусстве, точное значение которого неизвестно).

### Высказывания
Поздний римский автор Клавдий Элиан приводит исторический анекдот о Поликлете, который является иллюстрацией тезиса о глупости толпы:
Поликлет изваял две статуи, изображавшие одно и то же; одну по вкусу толпы, другую по законам искусства. Первую в угоду толпе он создавал так: по желанию всякого, кто к нему приходил, Поликлет послушно делал изменения и поправки. Наконец, он выставил обе статуи. Одна вызвала всеобщее одобрение, другая была осмеяна. Тогда Поликлет сказал: «Статую, которую вы ругаете, изваяли вы, а ту, которой восхищаетесь, — я».
Другой приводимый им анекдот: «Гиппоник, сын Каллия, решил в честь родного города воздвигнуть статую. Кто-то подал ему совет поручить работу Поликлету. Гиппоник на это сказал, что не хочет приношения, которое доставит славу не тому, кто его даровал, а тому, кто создал, так как все, конечно, будут восхищаться искусством Поликлета, а не его щедростью» (также приводится у Флегонта из Трал).
Древнегреческий инженер Филон Византийский приводит его высказывание о том, что успех зависит от многих числовых соотношений, причём мелочь имеет решающее значение. Плутарх в «Застольных беседах» упоминает его высказывание, что самая трудная работа — это последняя отделка изваяния ногтем. В другом месте, уже в «Моралиях», Плутарх повторяет то же выражение так: «Поликлет именно это и имел в виду, когда сказал, что задача наиболее трудна для тех, кто уже достиг той стадии, когда надо уже пользоваться ногтем пальца». Это впоследствии породило крылатое латинское выражение «Ad unguem» — До ногтя (употр. в знач. с величайшей тщательностью (точностью)). Предполагается, что здесь речь идёт о лепке в глине, но быть может, речь идёт о проверке качества швов в мраморе путём проведения по ним ногтями.

### Школа Поликлета
Поликлет был главой скульптурной школы в Аргосе. Он является первым в истории скульптором, о котором известно, что у него была школа продолжателей.
Школа Поликлета просуществовала не менее трёх поколений, но, похоже, наиболее была активна в конце IV— начале III века до нашей эры. Плиний и Павсаний назвали имена примерно двадцати скульпторов Поликлетовской школы, определяя их манеру их приверженностью его принципам равновесия.
Плиний Старший пишет (XIX.50): «Учениками Поликлета были Аргий, Асоподор, Алексид, Аристид, Фринон, Динон, Афинодор, Демея из Клитора». Личности этих скульпторов вызывают вопросы, возможно, у Плиния допущены ошибки в орфографии и идентификации. Среди его учеников — скульптор по бронзе Аристид Старший из Фив. Самым значительным из его учеников является Навкид из Аргоса (родственник, см. выше), к ней принадлежали другие члены его семьи (см. соответствующий раздел). Другие ученики — Канах, Патрокл, Диномен.

## Список работ
Все скульптуры его работы (обычно бронзовые) были утрачены и известны по сохранившимся мраморным древнеримским копиям. Атрибуция их производится по письменным источникам или другими способами. Некоторые статуи с помощью анализа стилистики относят к школе Поликлета. По письменным источникам часто трудно определить, идёт речь о работах Поликлета Старшего или Младшего. Младшему обычно приписывают мраморные статуи, так как от Старшего не имеется ни одного твёрдо засвидетельствованного мраморного произведения, а также те, что были созданы после 420 г. до н. э., так как неясно, работал ли Старший после этой даты. Скульптуры 1-й пол. IV века очевидно принадлежат уже всё-таки Младшему.
Были случаи, когда статую относили к руке Младшего, поскольку была найдена база с надписью IV века (то есть эпохи младшего поколения), однако позже появлялись данные о том, в какую именно олимпиаду победил изображённый атлет в V веке, это значило, что скульптура всё-таки была создана Старшим, а надпись просто обновляли.
| Илл.       | Название                                                                                          | Дата оригинала                        | Примечание |
| ---------- | ------------------------------------------------------------------------------------------------- | ------------------------------------- | --- |
| неизвестно | Агенор                                                                                            | (утрачен)                             | Статуя победителя в Олимпии. По сообщению Павсания (VI, 6, 2), её создал Поликлет, ученик Навкида (то есть Младший). |
| неизвестно | Агетер                                                                                            | (утрачен)                             | «Агетер, достающий оружие» упомянут у Плиния (34, XIX.56) |
|            | Амазонка Скьярра                                                                                  | ок. 435 г. до н. э.                   | Автором одной из этих статуй Раненой амазонки, созданной для конкурса в Эфесе, по письменным источникам является Поликлет, ставший победителем состязания. Это последний период его творчества. Автором другой является Сосикл (римский копиист II века), однако достоверно неизвестно которой именно из двух, хотя одну из них принято связывать именно с его именем. Согласно современному исследованию, Амазонка Сосикла — работа Поликлета, а Амазонка Скьярра — работа Кресилая. |
|            | Амазонка Сосикла                                                                                  | ок. 435 г. до н. э.                   | Автором одной из этих статуй Раненой амазонки, созданной для конкурса в Эфесе, по письменным источникам является Поликлет, ставший победителем состязания. Это последний период его творчества. Автором другой является Сосикл (римский копиист II века), однако достоверно неизвестно которой именно из двух, хотя одну из них принято связывать именно с его именем. Согласно современному исследованию, Амазонка Сосикла — работа Поликлета, а Амазонка Скьярра — работа Кресилая. |
| неизвестно | Антипатр                                                                                          | (утрачен)                             | Антипатр, сын Клинопатра, одержавший победу в кулачном бою среди мальчиков. Статуя в Олимпии упомянута у Павсания (VI, 2, 6). Неясно, был ли её автором Старший Поликлет или Младший, хотя Павсаний пишет, что послы Дионисия из Сиракуз, прибывшие в Олимпию, пытались подкупить отца Антипатра, чтобы он объявил себя сиракузянином, но Антипатр отказался сделать это. Поскольку посольство, как считается, было в Олимпии в 388 году, статую следует приписать всё-таки Младшему. |
|            | Апоксиомен (Атлет, очищающий тело стригилем, Соскабливающий с себя, Отчищающийся)                 | (утрачен)                             | Упоминается только у Плиния (34, XIX.55). Точных идентифицируемых копий нет. Существует версия, что «Атлет Уэстмэкотта» — это Апоксиомен, а не Киниск. Также существует предположение, что Апоксиомен Праксителя — это другой, не лисипповский, тип Апоксиомена, который представлен, например, бронзовой копия эллинистического периода — «Атлет из Эфеса» (Вена, Музей Эфеса) — на илл. |
| неизвестно | Аполлон, Латона и Артемида                                                                        |                                       | На горе Ликона по дороге из Аргоса, где стоял храм Артемиды Ортии (Прямостоящей). По Павсанию (II, 24, 5) эти три статуи сделаны из белого мрамора, и на этом основании их приписывают Поликлету Младшему. |
| неизвестно | Аристион                                                                                          | (утрачен)                             | Аристион, сын Феофила из Эпидавра, победитель в кулачном бою в состязании взрослых. Статуя упомянута у Павсания (VI, 13, 6). Считалось, что это произведение Поликлета Младшего, поскольку сохранилась база статуи с сигнатурой «Поликлет» IV века. Но списки победителей по оксиринхским папирусам датируют победу Аристиона 82-й олимпиадой (452 г. до н. э.); то есть статуя создана Поликлетом Старшим. |
| неизвестно | Артемон                                                                                           | (утрачен)                             | «Артемон, который был прозван Перифоретос», упомянут у Плиния (34, XIX.56). Кто был этот Артемон — спорно. У Плутарха («Перикл», 27) упомянут механик Артемон из Клазомен, соорудивший для Перикла осадные машины. Он был хромым, и поэтому заслужил данное прозвание «носимый на носилках». Тут же Плутарх уточняет, что так называли и другого Артемона, упомянутого у Анакреонта (559—478 гг. до н. э.), Он тоже назван «Перифоретосом» так как был изнеженный и трусливый, и его носили на носилках из-за трусости. Античные авторы считали, что тут где-то произошла путаница. Если Поликлет создал портрет механика Артемона, своего современника — то это уникальный случай и свидетельство более раннего появления портретного жанра в Греции. (Сохранилась герма Перикла работы Кресилая третьей четверти V в. до н. э.). Однако нет доказательств, что Поликлет ок. 440—430 гг. до н. э. работал в Афинах. Анакреонтовский Артемон, как молодой и без физических увечий кажется более привычной темой творчества Поликлета. |
| неизвестно | Афродита Амиклейская («Амиклейская богиня»)                                                       | после 405 г. до н. э. (?) (утрачен)   | По Павсанию (III, 18, 7-8) стояла в Амиклах под гигантским медным треножником. Треножники были посвящены за победу при Эгоспотамах (405 г. до н. э.), на основании этой даты автором считают Поликлета Младшего. |
| неизвестно | Геката                                                                                            | (утрачен)                             | Медная статуя Гекаты была у её храма в Аргосе, согласно Павсанию (II, 22, 7), однако его сведения могут быть ошибочными. Реплик её не сохранилось. |
|            | Гера Фарнезе (en)                                                                                 | V век до н. э.                        | Римская копия I в до н. э.: Неаполитанский Археологический музей Существует предположение, что голова является копией с поликлетовской Геры. |
| неизвестно | Колосс Геры в Аргосе                                                                              | Между 420 и 417 гг. до н. э.(утрачен) | Находилась в Герайоне около Микен, построенном Эвполемом из Аргоса (Павсаний, II, 17, 1-7). Была выполнена в хрисоэлефантинной технике (Павсаний, II. 17. 4) и воспринималась как пандан Зевсу Олимпийскому Фидия. Лучшим и типичным её изображением считается рисунок на аргосской тетрадрахме. Относится к позднему периоду творчества мастера. Отдалённой репликой некоторые считают голову в Британском музее (inv. 1805,0703.58). Описание Павсания: «Статуя Геры изображает богиню сидящей на троне огромной величины; она сделана из золота и слоновой кости, творение Поликлета; на ней надет венок с рельефными изображениями Харит и Гор и в одной руке она держит плод гранатового яблока, а в другой — скипетр». Наверху скипетра сидит кукушка. Размер статуи вычисляют по руинам храма: высота ок. 5,50 м, а с базой — ок. 8 м. Видимо, именно этой статуе посвящены строки Марциала: Эта Юнона — твоя, Поликлет, работа и слава: Даже и Фидий бы сам мог позавидовать ей. Так несравненна она, что богинь победила б на Иде, И, не колеблясь, судья отдал бы первенство ей. Если Юнона сама не была бы братом любима, Он полюбить, Поликлет, мог бы Юнону твою. |
|            | Геракл                                                                                            | ок. 440 г. до н. э.                   | «Геркулес, который в Риме» упомянут у Плиния (34, XIX.56). Возможно, если верить Цицерону, у Поликлета было несколько «Гераклов» с разными атрибутами. Известен по многим сохранившимся копиям. |
|            | Гермес                                                                                            | ок. 450 г. до н. э.                   | Согласно Плинию (XXXIV, 56), «Меркурий» находился в Лисимахии. Относится к раннему периоду творчества — до «Киниска» и «Дорифора». Сохранились копии статуи, которую приписывают Поликлету. |
|            | Диадумен (Юноша, повязывающий повязку, Юноша, увенчивающий себя победной повязкой)                | между 435 и 420 гг. до н. э.          | Относится к позднему периоду творчества мастера. Статуя дошла в небольшом количестве повторений. |
|            | Т. н. «Диомед»                                                                                    |                                       | Атрибутируется Поликлету на основе стилистического анализа; по мнению же других учёных, хотя статуя создана под влиянием «Дорифора», её автор не был даже представителем школы Поликлета; есть версия, что её автор — Кресилай. Согласно современному исследованию — школа Поликлета. |
|            | Дискофор (Юноша, держащий диск, Атлет с диском) (en)                                              | между 460 и 450 гг. до н. э.          | Известно, что существовала статуя «Дискофора» работы Навкида с Аргоса, возможно, сохранившиеся копии сделаны именно с неё. Статую, известную по копиям, однако, традиционно атрибутируют Поликлету. Если так, то это самое раннее из его произведений, судя по манере — оно выполнено ещё в строгом стиле, но с зачатками будущей Поликлетовской манеры. Это произведение Поликлета в источниках не упоминается, и его не получается соотнести ни с одним из упомянутых атлетов его работы. Единственная из сохранившихся статуй Поликлета, которая опирается на обе ноги целиком. |
|            | Дорифор (Копьеносец)                                                                              | между 450 и 440 гг. до н. э.          | Статуя считается образцом зрелого творчества Поликлета. Статуя была крайне популярна, до наших дней дошло около 60 повторений. |
| неизвестно | Зевс Мейлихий (Милостивый)                                                                        | после 418—417 гг. до н. э. (утрачен)  | Сидячая статуя из белого мрамора. Упоминается у Павсания (II, 20, 1-2). Видимо, всё-таки является работой Поликлета Младшего. Датирована после 418—417 гг. до н. э., так как была посвящённая аргосцами после низвержения олигархии. |
| неизвестно | Зевс                                                                                              | (утрачен)                             | В Мегалополе (в Аркадии) в храме Зевса Филия культовая статуя Зевса, похожего на Диониса (Павсаний, VIII, 31, 4). Поскольку Мегалополь основан ок. 370 г. до н. э., следовательно, автор — Поликлет Младший, если только статуя не была перевезена из другого города. |
| неизвестно | Киниск (it)                                                                                       | около 450 г. до н. э. (утрачен)       | Изображал кулачного бойца Киниска из Мантинеи, победителя среди мальчиков, который одержал победу в 464 или в 460 г. до н. э. По-видимому, эту статую видел в Олимпии Павсаний (VI, 4, 11). Её основание было найдено в фундаменте византийской церкви, выстроенной в Альтисе. Оно выполнено из белого пелопоннесского мрамора со следами ног бронзовой статуи и кругом по краю идёт посвятительная надпись: «Одержавши победу в кулачном бою, эту статую здесь посвятил Киниск из славной Мантинеи, имя отца удержав». Имя художника не названо, но по начертанию букв и материалу (середина V века), по положению фигуры на основании следов его ног, аналогичных «Дорифору» и «Диадумену», авторство Поликлета подтверждается. Статуя в натуральную величину опиралась всей левой ступнёй, а правая нога, отодвинутая назад, опиралась только на носок. |
|            | Киниск, «Атлет Уэстмэкотта», («Атлет Вестмакотта», «Эфеб Вестмакотта», «Вестмакоттский эфеб», it) | ок. 450 г. до н. э.                   | Римская копия с некоей статуи работы Поликлета получила название «Атлет Уэстмэкотта» (Британский музей, Лондон). Этот тип юного атлета сохранился во многочисленных копиях. Именно его предположительно идентифицируют как «Киниска» Поликлета и по стилю датируют ок. 450 г. до н. э. Существует, однако, версия, что юноша держал в правой руке скребницу, и поэтому его надо считать Отчищающимся (Апоксиоменом). |
| неизвестно | Ксенокл                                                                                           | (утрачен)                             | Олимпиец Ксенокл из Меналии, победивший в борьбе при состязании мальчиков до 484 или около 444 гг. до н. э. . Статуя в Олимпии. Упоминается у Павсания (VI, 9, 2). Пьедестал статуи Ксенокла из крупнозернистого желтоватого мрамора найден, он имеет следующую надпись: «Ксенокл, сын Эвтифрона из Менала, Работа Поликлета. Сын Эвтифрона Ксенокл из Майнала, четырёх победил я В бое один на один, сам не упав хоть бы раз». Однако не ясно, кто автор статуи — Поликлет Старший или Поликлет Младший, поскольку надпись датируют IV веком до н. э.; сторонники первой версии считают, что в это время её просто обновили. |
| неизвестно | Наступающий пяткой                                                                                | (утрачен)                             | Обнажённый. Упомянут у Плиния (34, XIX.55). Именование статуи непонятное, его пытались объяснить как ошибку в написании или в переводе с греческого: «Наступающий с копьём»; борец, ставящий подножку — «Сталкивающий пяткой» («Апоптернидзон»); «стоящий на астрагале» (бабке) — фигура в неустойчивом равновесии на базе в форме астрагала (talus), как статуя Лисиппа «Кайрос»; «целящийся астрагалом» (бабкой, игральной костью) — «Бросающий астрагалы» («Астрагалобол»). |
|            | Пан                                                                                               | ок. 420 г. до н. э.                   | Указывают, что Пан — пастушеское божество с козлиными ногами, впервые был представлен в человеческом обличье именно в творчестве Поликлета. |
| неизвестно | Пифокл                                                                                            | (утрачен)                             | Находилась в Олимпии, изображала Пифокла из Элеи, победителя 452 г. до н. э. (Павсаний, VI, 7, 10). Найдена её база с двумя повреждёнными надписями разного времени: в надписи раннего времени сохранились имена «Пифокл» и «Поликлет»; вторая надпись, сделанная в конце I в. до н. э., представляет собой обновление старой: «Пифокл элеец. [Поли]клет сделал аргосец». |
| неизвестно | Терсилох                                                                                          | (утрачен)                             | Упомянут у Плиния (VI, 13, 6). |
| неизвестно | Тимокл                                                                                            | (утрачен)                             | В Фивах найден блок чёрного мрамора, на котором стояли две отдельные статуи. Сохранились посвятительные надписи и сигнатуры. С одной стороны стояла статуя Тимокла, победителя в местных играх (после 371 г. до н. э.), сделанная его отцом после смерти Тимокла, с сигнатурой «Сделал Поликлет». Другая статуя — Корвейд, была сделана Лисиппом. Исходя из даты победы Тимокла — работа Поликлета Младшего или Поликлета III, современника Лисиппа. |
| неизвестно | Ферсилох                                                                                          | (утрачен)                             | Ферсилох из Коркиры, победитель в кулачном бою в состязании мальчиков. Статуя упомянута у Павсания (VI, 13). |
| неизвестно | Юноша, держащий кость (Астрагалидзонт, Astragalizontes, nudus talo incessens)                     | (утрачен)                             | Один упомянут у Павсания. Плиний же пишет (34, XIX.55), что Астрагалидзонтов (играющих в кости) было двое — обнажённые мальчики. Они «находятся в атрии императора Тита — большинство считает, что совершеннее этого произведения нет ни одного». По описанию — явно жанровая сцена, есть версия, что это группа ритуального характера — изображение астрагаломантии (гадание по костям). |
|            | Юный атлет, т. н. Идолино (Idolino)                                                               | V в. до н. э.                         | Статуя выполнена в манере школы Поликлета, но вряд ли принадлежит ему самому. Римская копия, получившая название Идолино (Idolino) с греческой бронзовой статуи круга Поликлета — Музей Уффици, Флоренция. |